# Phố Nguyễn Lương Bằng, Hà Nội
Phố Nguyễn Lương Bằng, trước đây thời Pháp thuộc và thời tạm chiếm gọi là phố Nam Đồng và thời Cách mạng đổi là Đường Đống Đa, là một con phố thuộc ba phường Ô Chợ Dừa, Nam Đồng và Quang Trung, quận Đống Đa, thành phố Hà Nội. Phố dài 680m, rộng 15m, bắt đầu từ phố Tôn Đức Thắng nối với phố Tây Sơn.
Phố thuộc trại Nam Đồng, tổng Hạ, huyện Vĩnh Thuận ngày xưa.

## Lịch sử
Phố Nguyễn Lương Bằng thuộc đất trại Nam Đồng, tổng Hạ, huyện Vĩnh Thuận xưa. Khi Pháp sang xâm chiếm Hà Nội, dân chúng vẫn gọi đoạn phố này là Phố Nam Đồng và cái tên này kéo dài đến Cách mạng. Sau Cách mạng, phố tạm được gọi là Đường Đống Đa. Thời tạm chiếm, phố lại được gọi lại là Phố Nam Đồng. Tên Nguyễn Lương Bằng chính thức được đặt tên vào năm 1989 cho đến nay. Tháng 1 năm 1999, phố được điều chỉnh kéo dài thêm đoạn từ Bệnh viện Đống Đa đến phố Hồ Đắc Di.
Trong tháng 12 năm 2019, Sở Giao thông Vận tải Thành phố Hà Nội tổ chức lại giao thông trên phố Nguyễn Lương Bằng để sửa chữa, cải tạo lại. Theo đó, đơn vị thi công sẽ dựng rào chắn di động ½ làn đường một chiều trên phố để thi công sữa chửa mặt đường với thời gian gia hạn đến ngày 31 tháng 12 năm 2019. Bề rộng phần đường còn lại khoảng 4m để phân luồng cho các phương tiện giao thông; sau khi thi công xong mới tổ chức thi công làn đường còn lại.

## Vị trí địa lý
Phố kéo dài từ ngã năm đường La Thành, phố Tôn Đức Thắng, phố Ô Chợ Dừa, phố Xã Đàn và phố Đông Tác kéo dài đến phố Tây Sơn. Phố dài 600m và rộng 11m. Chỗ đầu phố, nơi tiếp giáp với phố Tôn Đức Thắng trước đây là một trong năm cửa ô của Hà Nội, ô Thịnh Quang, sau đổi là ô Thịnh Hào, có tên nôm là ô Chợ Dừa hay ô Cầu Dừa. Số nhà 73, là đình làng Nam Đồng, đây là nơi thờ Thái úy Quốc Công Lý Thường Kiệt. Chùa làng Nam Đồng nằm trong ngõ bên dãy số chẵn, chỗ số nhà 64 rẽ vào, chùa này còn có tên là Cầu An tự. Ở đầu phố có ngõ Đình Đông do trong ngõ có đình Đông Các, đình này thờ Tây Hưng đại vương và ba nhân vật huyền thoại: Anh Đoán đại vương, Hoàng thái hậu Phương Dung, Bảo Hoa Công chúa. Hai bên phố có chiều ngõ đánh theo số nhà trong đó có ngõ Đình Đông (số 24), ngõ Chùa Nam Đồng (số 64), ngõ Nhà Thờ (nay là đường vào Bệnh viện Đống Đa số 180) và ngõ Xã Đàn (số 39).

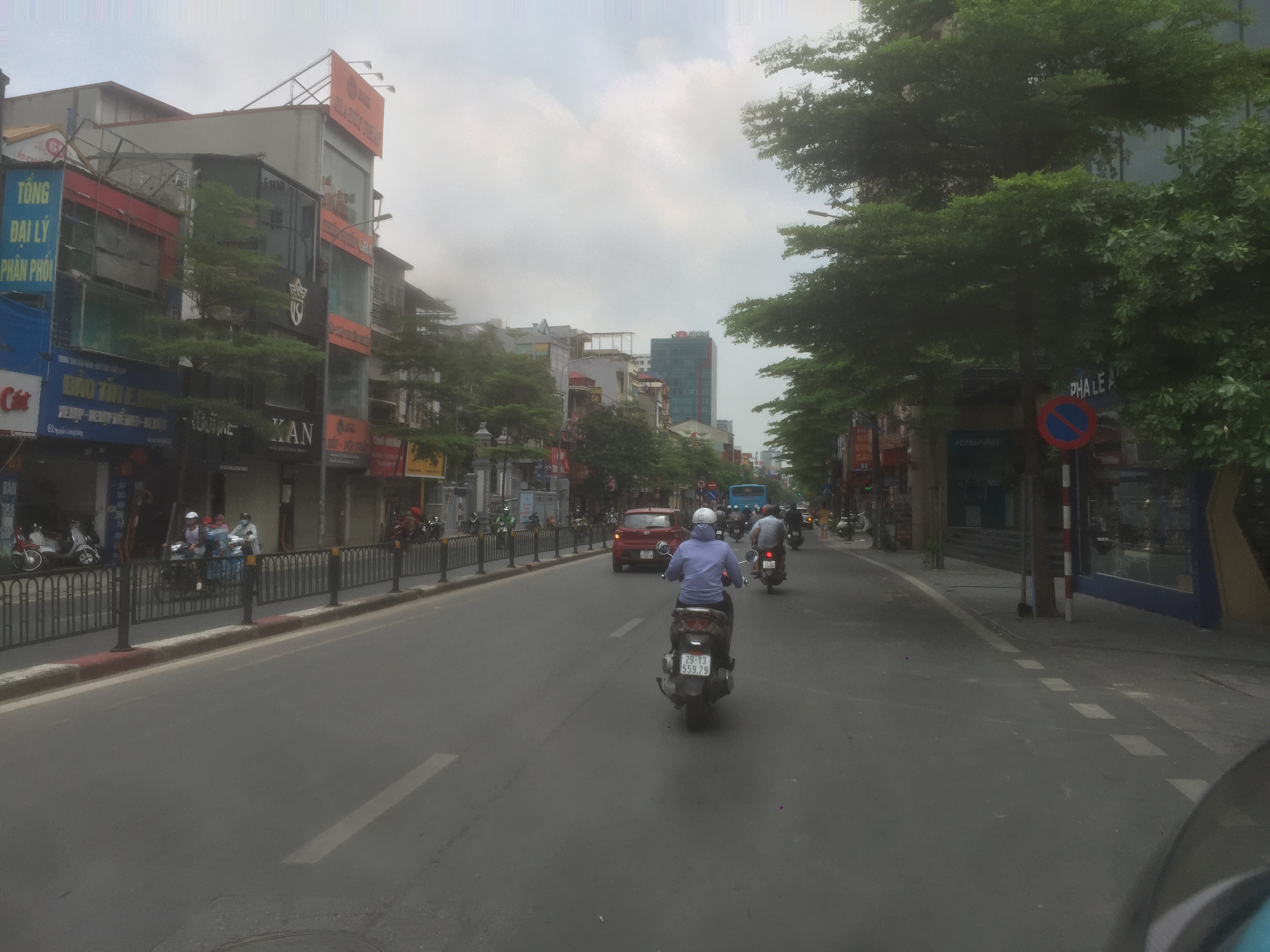
Phố Nguyễn Lương Bằng

## Tên phố
Nguyễn Lương Bằng (1904-1979) là một trong những cán bộ cộng sản tiền bối, bí danh Sao Đỏ. Ông quê xã Thanh Tùng, huyện Thanh Miện, tỉnh Hải Dương, trong một gia đình nhà nho nghèo yêu nước, năm 20 tuổi ông đã tham gia cách mạng. Năm 1925, ông gặp Nguyễn Ái Quốc ở Quảng Châu (Trung Quốc). Ông tham gia Hội Việt Nam Cách mạng thanh niên, được phái về nước hoạt động trong phong trào công nhân ở Hải Phòng, Sài Gòn. Từ năm 1930-1943, ông bị Pháp bắt giam nhiều lần, hai lần vượt ngục. Sau Cách mạng tháng 8, ông lần lượt giữ nhiều chức vụ quan trọng, ông là người đứng đầu mặt trận Việt Minh thành lập 1941 và là Bộ trưởng Tài chính, Ủy viên Ban Chấp hành Trung ương Đảng, Trưởng ban Kiểm tra của Trung ương Đảng các khóa II, III, IV, Đại sứ Việt Nam đầu tiên tại Liên Xô, Tổng Thanh tra Chính phủ, Phó Chủ tịch nước, rồi Quyền Chủ tịch nước Cộng hòa Xã hội Chủ nghĩa Việt Nam.
Ông là tấm gương mẫu mực về đạo đức cách mạng của người cộng sản Việt Nam.

## Các tuyến xe buýt chạy qua
- Tuyến 01, 02, 09B, E09: Hết phố